# Kathleen Lonsdale
Pour les articles homonymes, voir Lonsdale.
Kathleen Lonsdale née à Yardley (28 janvier 1903 - 1er avril 1971) est une chimiste britannique renommée pour ses travaux en cristallographie. Elle est l'une des deux premières femmes reçues à la Royal Society en 1945.

## Biographie
Kathleen Lonsdale est née en 1903 à Newbridge, dans le comté de Kildare en Irlande, dans une famille anglaise, dixième enfant d'Harry Yardley, directeur de la poste de la ville, et de Jessie Cameron. Sa famille déménage en Angleterre en 1908. Elle est scolarisée à la Woodford County High School pour filles, puis à l'Ilford County High School pour garçons afin d'étudier les mathématiques et les sciences, car ces disciplines ne figurent pas au programme des écoles de filles.
Elle obtient son B.Sc. au Bedford College en 1922, étudiant par la suite la physique et obtenant un Mastère en sciences à l'University College de Londres en 1924. Elle rejoint ensuite l'équipe de recherche en cristallographie  dirigée par William Henry Bragg à la Royal Institution. En 1927, elle épouse Thomas Jackson Lonsdale. Ils ont trois enfants (Jane, Nancy et Stephen), le dernier deviendra médecin et travaillera plusieurs années au Malawi.
Bien qu'élevée dans la religion baptiste, Kathleen Lonsdale devient quaker en 1935, avec son mari. Tous deux sont engagés dans le mouvement pacifiste et sont attirés par le quakerisme pour cette raison. Elle est emprisonnée durant un mois à la prison de Holloway durant la Seconde Guerre mondiale pour refus de s'inscrire au registre des devoirs de défense civile ou de payer une amende pour refus d'inscription. À la réunion annuelle des quakers britanniques en 1953, elle prononce le discours d'ouverture (Swarthmore Lecture (en)), intitulé Removing the Causes of War (« supprimer les causes de la guerre »).
Elle travaille à l'université de Leeds à la fin des années 1920, puis prend un congé pour élever ses enfants au début des années 1930. Elle reprend son travail en 1934, dans l'unité de recherche de Bragg à la Royal Institution. Elle obtient son doctorat en sciences à l'University College de Londres en 1936. 
En plus de la découverte de la structure du benzène et de l'hexachlorobenzène, Lonsdale travaille sur la synthèse de diamants. Elle est une des pionnières dans l'utilisation des rayons X pour étudier les cristaux.
Lonsdale est l'une des deux premières femmes élues membres de la Royal Society, en 1945 (l'autre étant la biochimiste Marjory Stephenson).
En 1949, Lonsdale devient professeur de chimie à la tête du département de cristallographie de l'University College de Londres. Elle est la première femme professeur de cette université, poste qu'elle conservera jusqu'en 1968 quand elle est nommée professeur émérite.

## Royal Society
En 1902, Hertha Ayrton est la première femme à être proposée en tant que fellow de la Royal Society, mais les avocats de la Society parviennent à justifier qu'une femme ne puisse pas y être admise. Le Sex Disqualification (Removal) Act 1919 et le Privy Council établissent, en 1929, l'égalité de la femme et rendent ces arguments obsolètes, mais ce n'est qu'en 1943 que, interpellée par un article critique de Jack Haldane dans le Daily Worker, la Royal Society reconnaît que les femmes peuvent être admises comme fellows. Lonsdale est ainsi élue en 1945, en même temps que Marjory Stephenson.

## Publications
- (en) « The Structure of the Benzene Ring in Hexamethylbenzene », in Proceedings of the Royal Society 123A:494 (1929)
- (en) « An X-Ray Analysis of the Structure of Hexachlorobenzene, Using the Fourier Method », in Proceedings of the Royal Society 133A:536 (1931)
- (en) Simplified Structure Factor and Electron Density Formulae for the 230 Space Groups of Mathematical Crystallography, G. Bell & Sons, London, 1936
- (en) « Diamonds, Natural and Artificial », in Nature 153:669 (1944)
- (en) « Divergent Beam X-ray Photography of Crystals », Philosophical Transactions of the Royal Society 240A:219 (1947)
- (en) Crystals and X-Rays, G. Bell & Sons, London, 1948
- (en) Removing the Causes of War, 1953

## Postérité
Le cratère vénusien Lonsdale est nommé en son honneur.
Une des formes allotropiques du carbone pur, la lonsdaléite, est nommée pour honorer ses travaux de cristallographie.